# Theta Lupi
Désignations
Theta Lupi (en abrégé θ Lup) est une étoile de la constellation australe du Loup. Elle est visible à l'œil nu avec une magnitude apparente de 4,22, et elle peut être utilisée pour repérer la nébuleuse planétaire NGC 6072, située à 1,4° à l'est nord-est. L'étoile présente une parallaxe annuelle de 7,87 mas mesurée par le satellite Hipparcos, ce qui indique qu'elle est distante d'environ ∼ 410 a.l. (∼ 126 pc) de ma Terre. Par rapport à ses voisines, elle présente une vitesse particulière de 16,7 ± 3,7 km/s. L'étoile est membre du sous-groupe Haut-Centaure Loup de l'association Scorpion-Centaure, qui est l'association d'étoiles massives de types O et B la plus proche du Système solaire.
Theta Lupi est une étoile bleu-blanc de la séquence principale de type spectral B2,5 Vn, avec la lettre « n » qui indique que ses raies d'absorption apparaissent « nébuleuses » en raison de sa rotation rapide. Elle tourne en effet sur elle-même à une vitesse de rotation projetée de 331 km/s. Cela donne à l'étoile une forme aplatie avec un rayon équatorial qu'on estime être 15 % plus grand que son rayon polaire. L'étoile est estimée être 6,5 fois plus massive que le Soleil et être âgée d'environ 25 millions d'années. Son rayon est 4,5 fois plus grand que le rayon solaire, elle est 792 fois plus lumineuse que le Soleil et sa température de surface est de 15 395 K.
Theta Lupi est répertoriée comme une variable suspectée sur la base de la photométrie du satellite Hipparcos, avec une possible variation de seulement sept millièmes de magnitude. Le satellite TESS a confirmé sa variabilité et a permis de déterminer qu'il s'agit d'une étoile de type B à pulsation lente (SPB).